# Атлантский кинофестиваль
Атлантский кинофестиваль, или Кинофестиваль в Атланте (англ. Atlanta Film Festival; аббревиатура: ATLFF) — международный фестиваль художественного и документального кино в городе Атланта, столице штата Джорджия, США. Имеет конкурсный характер и аккредитацию Американской академии кинематографических искусств и наук, что позволяет фильмам представленным на кинофестивале претендовать на премию «Оскар» в соответствующих номинациях. Так, короткометражная комедия «Бухгалтер» режиссёра Рея Маккиннона и Лизы Блаунт, пройдя в 2001 году квалификацию на кинофестивале в Атланте, в 2002 году получила премию «Оскар» в номинации Лучший игровой короткометражный фильм.
Кинофестиваль в Атланте был основан в 1976 году. Он проходит каждую весну в марте — апреле. На фестивале представлен широкий спектр независимых фильмов в разных жанрах, таких, как экспериментальное кино, фильмы ужасов и научной фантастики.
С 2008 года на нём вручается приз «Розовый персик» в номинации «Лучший полнометражный и короткометражный фильм на ЛГБТ-тематику». Награда вручается специальным жюри для этой номинации. С 2013 года фестиваль начал ежегодные показы фильмов, снятых режиссёрами-женщинами и посвящённых проблемам женщины в современном обществе. Фильмы показывались отдельной  программой «Нью Маверикс». В 2015 году эта программа была расширена и учреждена премия «Нью Маверикс» в номинации «Лучший полнометражный и короткометражный фильм, снятый режиссером-женщиной».
На протяжении многих лет местами проведения кинофестиваля были театральные центры Ландмарк Мидтаун Арт Синема, Атлантик Стейшн Регал Синемас и Центр искусств Риальто в штате Джорджия. С 2013 года кинофестиваль проходит в театр «Плаза» в Понсе-Хайленд и театре «Севен Стейдж» в Литл-Файв-Пойнтс.